# Lepidocephalus
Lepidocephalus és un gènere de peixos actinopterigis de la família dels cobítids.

## Taxonomia
- Lepidocephalus coromandelensis (Menon, 1992)
- Lepidocephalus macrochir (Bleeker, 1854)
- Lepidocephalus spectrum (Roberts, 1989)
- Lepidocephalus thermalis (Valenciennes, 1846)